# Телевидение в Азербайджане
Телевидение в Азербайджане появилось в 1956 году.
В Азербайджане в общей сложности 47 телеканалов, из которых 4 — государственные телеканалы и 43 — частные телеканалы, из которых 12 общенациональных телеканалов и 31 региональный канал. По подсчётам Министерства связи и информационных технологий Азербайджана, в 2014 году уровень проникновения телевидения составил 99 % всех домохозяйств в стране. Уровень проникновения кабельного телевидения в Азербайджане в 2013 году составил 28,1 % домохозяйств, согласно исследованию Госкомстата Азербайджана. Почти 39 % абонентской базы кабельного телевидения сосредоточено в крупных городах. Уровень проникновения кабельного телевидения в городе Баку в 2013 году составил 59,1 %.

## Текущее положение
С 28 января 2022 года телеканалы Азербайджана перешли на цифровое вещание в формате HD с трансляцией через спутник Azerspace-1.
На февраль 2022 года в Азербайджане действует 50 кабельных операторов телевидения.
На начало 2022 года действуют 24 телеканала.
На 1 января 2022 года число абонентов кабельного телевидения составляет 178 045. Число абонентов IPTV - 11 494.
Контроль за соблюдением законодательства о телерадиовещании осуществляет Аудиовизуальный совет. В том числе совет осуществляет выдачу лицензий на телерадиовещание.
В 2023 году начался переход на цифровое радиовещание стандарта DAB+, перевод цифрового телевещания со стандарта DVB-T на стандарт DVB-T2. 
Контроль за исполнением законодательства о государственном языке в телерадиовещании осуществляется Мониторинговым центром при Комиссии по государственному языку.
Действует Агентство развития медиа Азербайджана, Телерадио Академия. 
На октябрь 2023 года объём социальных программ на телевидении составил 5,3 % от общего объёма вещания, информационно-аналитических программ — 25-26 %, культурно-просветительских программ — 9,7-11 %, музыкально-развлекательных программ — 12,1%.
На 2023 год в Шуше и на прилегающих территориях, на территории Ходжавендского, Физулинского, Джебраильского и Зангиланского районов полностью восстановлено вещание телевизионных каналов. Осуществляют вещание от пяти до восьми общереспубликанских наземных радиовещательных компаний.
Вещание с Шушинской телерадиовещательной станции и со станции Шахйери, расположенной в селе в Шахйери Ходжавендского района, охватывает Ханкенди, Ходжалы, Агдере и другие населенные пункты Карабаха с показом всех телеканалов Азербайджана.
```
В Азербайджане три мультиплекса, каждый из которых занимает определенную частоту в эфире: 
```

Мультиплекс 1: 546 МГц
Мультиплекс 2: 498 МГц
Мультиплекс 3: 578 МГц
В Хачмазе пос. Набрань вещает один мультиплекс 690 мГц

## Цифровые и эфирные каналы
- Пакет телеканалов DVB-T2 Первый мультиплекс Азербайджана включает: 01 «AzTV», 02 «İctimai TV»,03 «İdman TV», 04 «Mədəniyyət TV».
- Пакет телеканалов DVB-T2 Второй мультиплекс Азербайджана  включает: 05 «Space TV», 06 «Lider TV», 07 «Azad Azərbaycan TV», 08 «Xəzər TV», 09 «ARB», 10 «CBC Sport», 11 «Real TV», 12 «ARB 24».
- Пакет телеканалов DVB-T2 Третий мультиплекс Азербайджана  включает: 13 «MTV Azərbaycan», 14 «CBC», 15 «Dalğa TV».

## Онлайн-телевидение
С 15 марта 2024 года запускается ASAN TV.

## Список телеканалов

### Государственные
| имя                         | Владелец                                                  | Создано |
| --------------------------- | --------------------------------------------------------- | ------- |
| AzTV                        | Общество телерадиопрограмм Азербайджана (государственное) | 1956 г. |
| Idman Azerbaijan TV (Спорт) | Общество телерадиопрограмм Азербайджана (государственное) | 2009 г. |
| İTV                         | Азербайджанская Телерадиокомпания                         | 2005 г. |
| Medeniyyet TV (Культура)    | Общество телерадиопрограмм Азербайджана (государственное) | 2011 г. |

### Частные

#### Общенациональные
| имя                | Владелец                                 | Создано |
| ------------------ | ---------------------------------------- | ------- |
| Azadliq Radyosu TV | VOA                                      | 1990    |
| IQ TV              | Азер-Сат                                 | 1995    |
| Space TV           | Вагиф Мустафаев                          | 1997    |
| Dünya TV           |                                          | 1999    |
| Lider TV           | ООО «Медиа Холдинг»                      | 2000    |
| ATV                | Азербайджанская телерадиокомпания «Азад» | 2000    |
| Хазар ТВ           | ЗАО «Хазар ТВ»                           | 2007    |
| ИнтерАз            | Группа AZ                                | 2007    |
| ARB 24             |                                          | 2010    |
| Bütöv Azerbaycan   | B & B                                    | 2010    |
| Muz TV             |                                          | 2012    |
| CBC TV             | Каспийская телерадиокомпания SOCAR       | 2013    |
| Зухур ТВ           | MFS                                      | 2013    |
| ARB TV             | Азербайджанская телекомпания             | 2014    |
| CBC Sport          | Каспийская телерадиокомпания SOCAR       | 2015    |
| ARB Günəş          |                                          | 2015    |
| Real TV            |                                          | 2018    |

## Закрытые

### Государственные
| имя    | Создание | Закрытие |
| ------ | -------- | -------- |
| AzTV 2 | 1996 год | 2005 год |

### Частные
| Название     | Создание       | Закрытие        |
| ------------ | -------------- | --------------- |
| ABA          | Июль 1999 г.   | Июль 2001 г.    |
| Баку ТВ      | 1992 г.        | 1996 г.         |
| BMTI         | Август 1993 г. | Май 1994        |
| Ленкорань ТВ | Апрель 2000 г. | Декабрь 2005 г. |
| LTV          | 1996 г.        | 2002 г.         |
| KL 350       | 1991 г.        | 1991 г.         |
| СТВ          | Июнь 2000 г.   | Октябрь 2005 г. |
| Шоу + ТВ     | 1999 г.        | 2008 г.         |
| Супер канал  | 1993 г.        | 1994 г.         |
| Сара ТВ      | 1992 г.        | 1999 г.         |
| Tolerance TV | 2004 г.        | 2009 г.         |
| ТТР-ТВ       | 1997 г.        | 2003 г.         |
| Умид ТВ      | 2005 г.        | 2012 г.         |
| Евлах ТВ     | 2005 г.        | 2005 г.         |
| ANS TV       | 1991 г.        | 2016 г.         |